# Лахорская суба
Лахорская суба — одна из суб (провинций) Империи Великих Моголов, существовавшая на территории Центрального Пенджаба в 1580—1756 годах.

## География
Лахарская суба граничит на севере с Кашмирской субой, на западе с Кабульской субой, на юге с Делийской субой и Мултанской субой, а на северо-востоке с полуавтономными горными княжествами.

## История

### Установление власти Великих Моголов
В 1519 году Бабур впервые пересек реку Инд и взял под свой контроль весь регион Синд-Сагар-Доаб до Бхеры и Хушаба, а к 1524 году он разграбил Лахор. Затем он назначил представителей на ключевые посты на своих недавно оккупированных территориях, в том числе Мир Абдул Азиза в Лахоре. Затем он взял несколько ключевых горных фортов, таких как Кутила, Харур и Калур. К 1526 году весь регион от Инда до Сатледжа был под его контролем.
После смерти Бабура его сын Камран аннексировал регион вплоть до Сатледжа, что было одобрено Хумаюном, базирующимся в Дели. Испытывая нехватку ресурсов в стратегически важном регионе, могольский император Хумаюн боролся в своем конфликте против Шер-шаха Сури и бежал в Кабул . Теперь регион стал частью империи Суридов.
Шер-шах ввел политику заселения региона от Нилаба до Лахора афганцами из Роха. Затем он начал кампании против гакхаров, которых он подозревал в дружеских отношениях с моголами. В этот период Шер-шах построил форт Рохтас недалеко от Джелума. После смерти преемника Шер-шаха, Ислама Шаха, в 1556 году империя Суридов распалась на четыре отдельных и враждебных государств. Регион Пенджаб перешел под контроль Сикандара Сури, который также контролировал Дели и Агру. Однако силы Великих Моголов под командованием Хумаюна разгромили Сикандара в битве при Панипате в 1556 году и восстановили империю Великих Моголов на территории Пенджаба и Северной Индии.
В течение следующих двадцати четырех лет моголы постепенно консолидировали власть в Пенджабе. Последовали кампании по усмирению местных заминдаров, горных фортов и остатков афганской знати. Гаккхары были кооптированы и ассимилированы в государство Великих Моголов при Камал-хане, сыне Раи Саранга. В 1566 и 1581 годах Мирза Хаким, сводный брат Акбара, предпринял неудачные кампании по захвату Лахора.
В 1580 году могольский император Акбар реорганизовал свои территории в двенадцать суб, одной из которых была Лахорская суба.

### Упадок
После смерти Бахадур-шаха в 1712 году империей Великих Моголов управляла череда правителей, находившихся под влиянием могущественной и конкурирующей знати. Эрозия имперской власти вскоре затронула провинции, где местные правители начали провозглашать независимость. Потеря территории и неспособность оказать военное влияние на провинции привели к потере доходов и финансовому кризису по всей империи . В Лахорской субе срок полномочий губернаторов увеличился и стал рассматриваться как наследственный пост . Между 1713 и 1745 годами должность губернатора занимали всего два человека, отец и сын, Абдул Самад Хан и Закария Хан.
Смерть Закарии хана еще больше ускорила конец правления Великих Моголов в субе. Конфликт между императором Мухаммадом Шахом и его великим визирем Камар уд-Дин Ханом привел к задержке с назначением нового губернатора. В конце концов, Камар уд-Дин Хан был назначен губернатором как Лахорской, так и Мултанской субыв, и он назначил сначала Мир Момин Хана, а затем Яхья Хана его заместителями в качестве губернатора в двух провинциях (субах).
Отсутствие сильной администрации после смерти Закарии Хана препятствовало Яхья хану. Он был вынужден иметь дело с участившимися набегами сикхов и восстанием Хайятуллы Хана, сына покойного Закарии Хана. 21 марта 1747 года Хайятулла Хан успешно победил Яхью Хана в битве. Смещение Яхья Хана стало первым случаем смещения законно назначенного губернатора в субе. Когда его попытки узаконить свое положение в центральном правительстве Великих Моголов потерпели неудачу, Хайятулла Хан вступил в союз с Ахмад шахом Дуррани, эмиром империи Дуррани. В ответ правительство Великих Моголов предложило узаконить его и предоставить ему субы Кабула, Кашмира, Таты, Лахора и Мултана, если он победит Дуррани, предложение, которое он принял. В январе 1748 года Хайятулла-Хан потерпел поражение от афганцев и бежал в Дели.
Заняв Лахор, афганцы двинулись на Дели, однако потерпели поражение при Сирхинде в марте 1748 года. Проводив афганцев, моголы назначили Моина уль-Мулька, сына Камар уд-Дина, губернатором Лахорской и Мултанской суб. Позднее в том же году Дуррани предпринял второе вторжение, в результате которого было заключено мирное соглашение, по которому доходы Чахар-Махала, а именно Сиалкота, Гуджрата, Пасрура и Аурангабада отошли афганцам. Затем он столкнулся с восстанием сначала Назир-хана, афганца, назначенного собирать доходы с Чахар-Махала, а затем Хайятуллы-хана, оба по наущению Сафдара Джанга, нового везиря Великих моголов, базирующийся в Дели. Несмотря на успешное подавление обоих восстаний, Моин уль-Мульк затем подвергся нападению Дуррани за то, что не выплачивал доходы от Чахар-Махала. Не имея поддержки со стороны центрального правительства в Дели, он снова завербовал наемников-сикхов, которые помогали ему в двух предыдущих кампаниях. Затяжной конфликт с Абдали привел к широкомасштабным разрушениям по всей субе, и в 1752 году Моин уль-Мульк был окончательно побежден афганскими войсками. Позднее Лахорская суба была аннексирована афганцами, однако Моин уль-Мульк оставался на месте, чтобы управлять им до своей смерти 4 ноября 1753 года. Моголы продолжали претендовать на власть в Лахорской субе и назначили своего собственного губернатора Мир Момин Хана, чтобы бросить вызов афганской власти, даже ненадолго вернув субах в 1756 году, однако они быстро потерпели поражение.

## Администрация
Суба управлялся губернатором, которого называли субадар. В его обязанности входило поддержание мира, подчинение северных горных штатов, рассмотрение дел в суде, надзор за провинциальными чиновниками и проведение общественных работ. Обычно назначался один губернатор, однако на короткий период правления Акбара он назначил двух губернаторов на случай, если один из них попадет в суд или заболеет . Акбар также полагал, после своего опыта с Атка Хаил в Пенджабе, что необходимо регулярно менять губернаторов, чтобы они не стали слишком могущественными. Таким образом, на протяжении большей части своей истории губернаторы занимали в субах лишь короткие сроки.
Диван отвечал за все финансовые дела, и все фауджары, джагирдары, заминдары, амины, карори и канунго должны были передавать вопросы доходов на рассмотрение дивана. В 1595 году диван стал независимым от губернатора и был передан непосредственно под контроль диван-и-ала в центральном правительстве.
Провинциальный бакши контролировал военные дела. Он следил за тем, чтобы мансабдары выполняли свои обязанности, и выдавал соответствующие сертификаты. Бакши также выступал в качестве официального автора новостей субы, сообщая обо всех делах центральному правительству.
В Лахоре, столице субы, был назначен кази, который рассматривал дела, проводил расследования и выносил решения.

## Известные правители

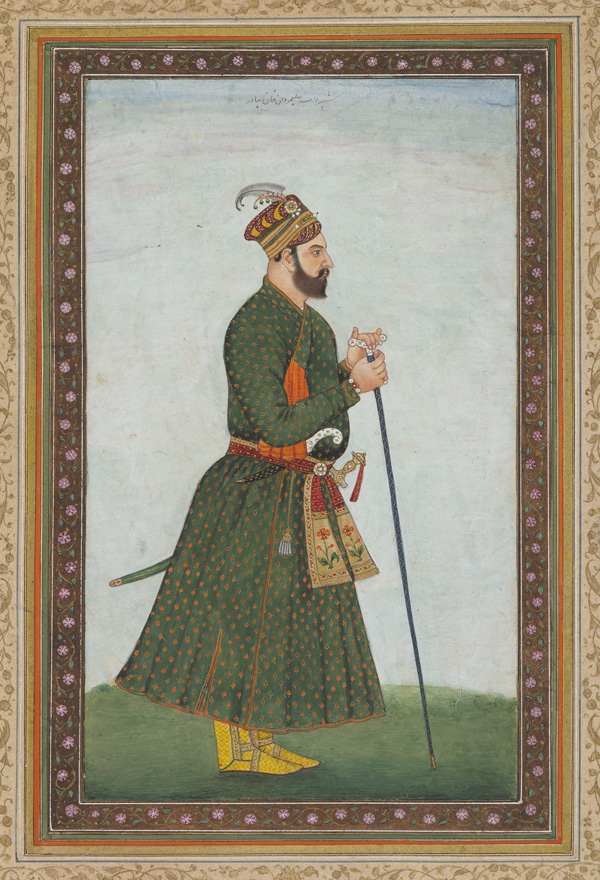
Портрет Али Мардана Хана

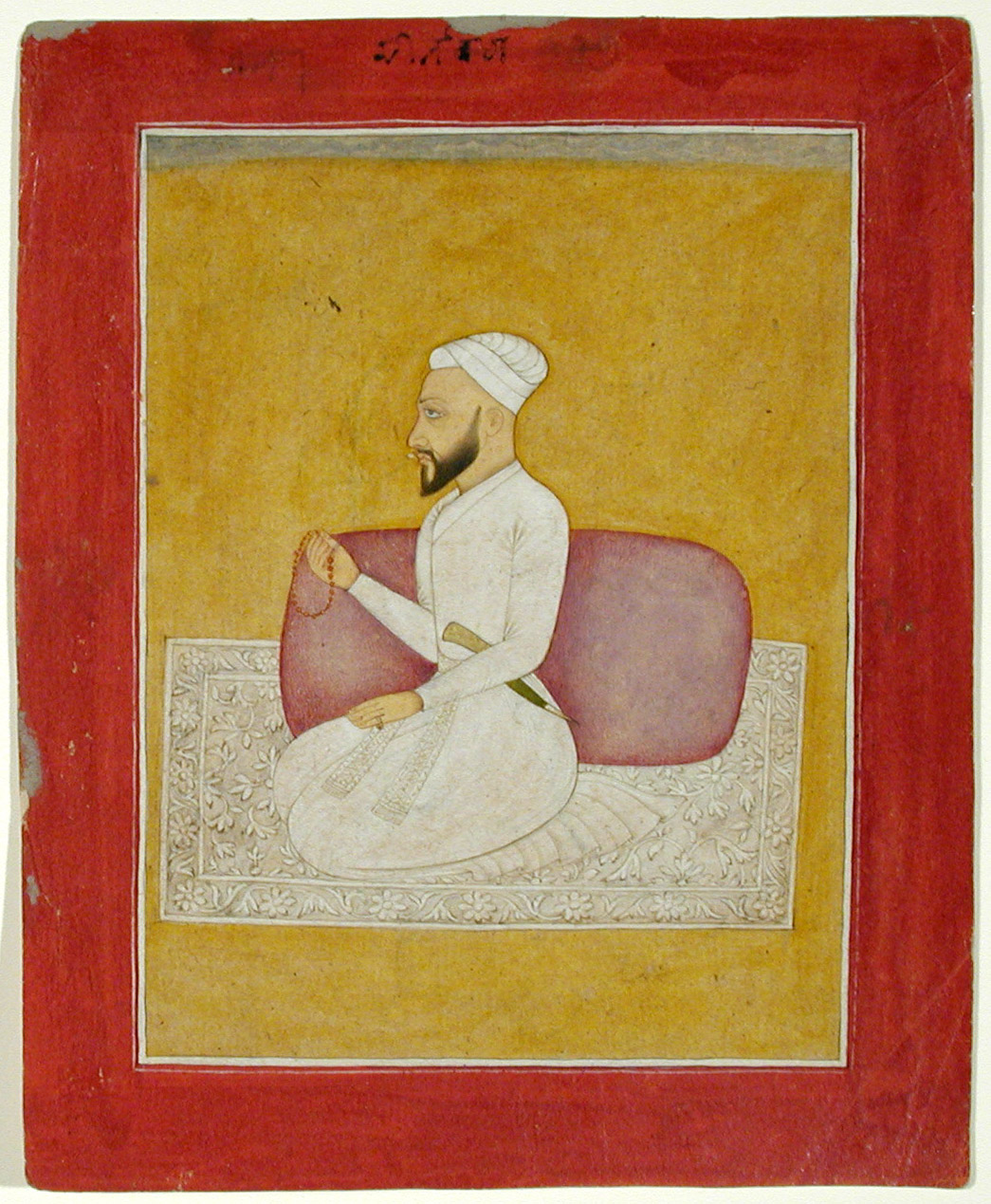
Адина Бег (ок. 1710—1758), последний субадар Лахора (1756—1758)

Ниже приведен список известных губернаторов Лахорской субы, назначенных центральным правительством Великих Моголов.

### XVI век
- Саид Хан
- Раджа Бхагавант Дас[англ.]
- Рай Рай Сингх
- Хаваджа Шамсуддин Хавафи[англ.]

### XVII век
- Кулидж Хан Андаджани
- Асаф Хан
- Вазир Хан[англ.]
- Мутамад Хан
- Али Мардан Хан
- Саид Хан Бахадур
- Кулидж Хан
- Джафар Хан
- Дара Шукох
- Хваджа Муин Хан
- Бахадур Хан
- Иззат Хан

### XVIII век
- Абд ас-Самад Хан[англ.]
- Закария Хан
- Яхья Хан
- Моин-уль-Мульк
- Мир Момин Хан
- Адина Бег, последний могольский губернатор Пенджаба.